# Alexandra Savior
Alexandra Savior McDermott (nacida el 14 de junio de 1995), conocida profesionalmente como Alexandra Savior, es una cantautora estadounidense, originaria de Portland, Oregon.
Su álbum debut Belladonna of Sadness se lanzó el 7 de abril de 2017 por Columbia Records. Contó con la participación de James Ford y Alex Turner como productores, mientras que Turner es el único coescritor junto a Savior. El primer sencillo del álbum y debut de Savior, "Shades" se estrenó el 17 de junio de 2016.
Su segundo álbum, The Archer, se publicó el 10 de enero de 2020 por 30th Century Records. 

## Carrera musical
"Risk", una demo  coescrita, producida y grabada por el vocalista principal de Arctic Monkeys, Alex Turner, fue incluida en la banda sonora de la segunda temporada del programa de televisión True Detective. La versión completa de la canción aparecerá en "Belladonna of Sadness". "M.T.M.E." fue lanzado como segundo sencillo del álbum el 8 de septiembre de 2016. "Miracle Aligner", una canción escrita por Savior y Turner durante las grabaciones, a pesar de haber sido dejada fuera del álbum, fue regrabada por el supergrupo The Last Shadow Puppets, donde Turner también participa. Dicha canción aparece en su álbum de 2016 "Everything You've Come to Expect" y fue lanzada como el cuarto sencillo del álbum el 28 de marzo de 2016, por Domino Records.